# Charadra nitens
Charadra nitens är en fjärilsart som beskrevs av William Schaus 1911. Charadra nitens ingår i släktet Charadra och familjen Pantheidae. Inga underarter finns listade i Catalogue of Life.